# Suriname Times Mall

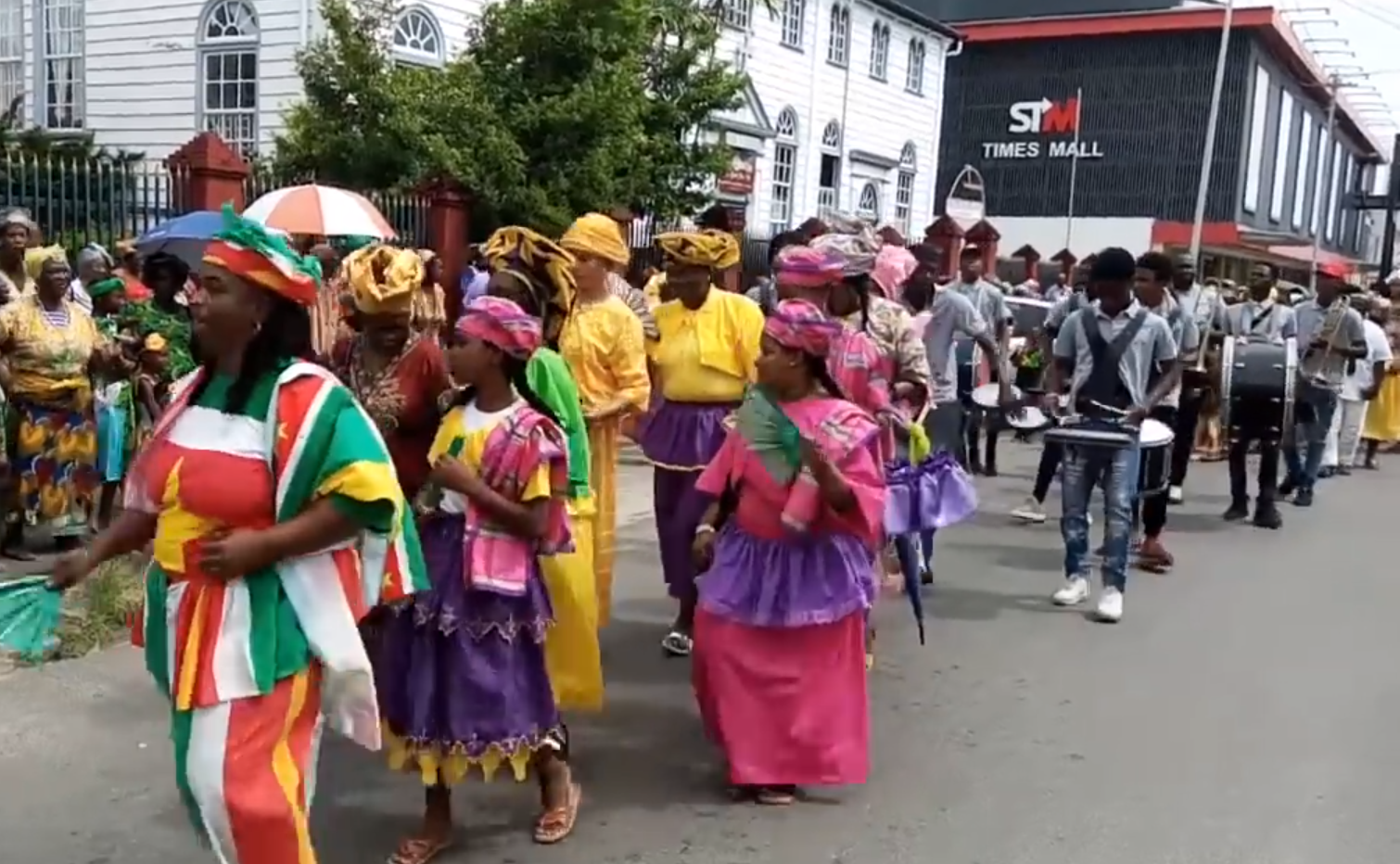
Bigi spikri langs de mall tijdens Ketikoti, 2018

De Suriname Times Mall (STM) is een winkelcentrum in Paramaribo.
De mall staat aan de Domineestraat. Het pand was tot 2014 in het bezit van het warenhuis Kersten en werd toen gekocht door de Chinees-Surinaamse ondernemer Shaohuai Wu. De familie Kersten kwam ooit naar Suriname voor zendingswerk vanuit de Evangelische Broedergemeente. Een actiegroep van de gemeente was in 2014 sterk tegen de verkoop, omdat het zendingswerk toentertijd vanuit dit pand in Suriname was begonnen.
Wu bouwde het pand om naar kleinere units die door ondernemers kunnen worden gehuurd. De soft opening vond plaats in maart 2016. Veel detailhandelaren vertrokken en voor hen in de plaats kwamen kleine groothandelaren. Zij verkopen veelal waren in partijen aan Brazilianen en Cubanen, die ze doorverkopen in eigen land. In veel units staan daardoor open dozen. In november 2019 kwamen rond de zeshonderd Cubanen per week naar de mall op shopvakantie, die gemiddeld 1500 Surinaamse dollar uitgaven.
De Times Mall behoort samen met de Hermitage Mall en de Maretraite Mall tot de grote malls van Paramaribo.

## Financieel zwaar weer
In 2018 werd een veiling afgewend toen de mall zich in zwaar weer bevond. Tijdens de coronacrisis in Suriname gebruikte de mall de sluitingen tijdens de lockdowns om vernieuwingen door te voeren. Enkele bedrijven in de mall gingen failliet, omdat Cubanen hun land niet mochten verlaten om in Suriname te winkelen.
Er werd een investeringskrediet aangegaan en na de coronacrisis was de eigenaar in staat om de schuld af te lossen.
Tijdens de rellen van 17 februari 2023 werden 48 units in de mall geplunderd en raakten de mall en de units zwaar beschadigd. Ondernemers bleven praktisch failliet achter en raakten getraumatiseerd. De schade werd de eigenaar fataal en eind 2023 werd het pand geveild en wisselde het van eigenaar.
Paramaribo: Hermitage Mall · International Mall of Suriname · Maretraite Mall · Suriname Times Mall